# Зарослый (Атырауская область)
Зарослый (каз. Зарослый) — упразднённое село в Атырауской области Казахстана. Находился в подчинении городской администрации Атырау. Входило в состав Атырауский сельский округ. Упразднено в 1990-е годы, в настоящее время является жилым массивом села Жанаталап. Код КАТО — 231035202.

## География
Располагалось вместе на правом берегу реки Урал, вместе отделения от неё рукава Садок.

## Население
По данным всесоюзной переписи 1989 года в селе проживало 123 человека, основное население казахи.